# نفحان (الحديدة)

تعديل مصدري - تعديل

نفحان هي إحدى قرى مديرية بيت الفقيه، التابعة لمحافظة الحديدة اليمنية، بلغ تعداد سكانها 1222 نسمة حسب الإحصاء الذي أجري عام 2004.